# Gelis divaricatus
Gelis divaricatus är en stekelart som beskrevs av Horstmann 1993. Gelis divaricatus ingår i släktet Gelis och familjen brokparasitsteklar. Inga underarter finns listade i Catalogue of Life.